# M114
Il M114 è un veicolo trasporto truppe da ricognizione e con funzioni da carro comando ("Full Tracked Armored Personal Carrier M114 (Command and Recoinnaissance)") costruito negli USA.
Fu costruito in tre versioni: M114, M114A1 (modifica della cupola e dell'aspetto esteriore) e M114A1E1 (uso del cannone automatico M139 da 20 mm invece della Browning M2). Rimase in servizio con l'US Army dal 1964 al 1973. Fu mandato in seconda linea nei tardi anni '70, dopo le disastrose prestazioni fuoristrada fornite in Vietnam, anche se venne usato da alcune forze di polizia dopo questa data.